# 船尾座R
船尾座R，又名CD-31 4910，HD 62058、SAO 198286、HR 2974，是船尾座的一颗恒星，视星等为6.56，位于銀經246.43，銀緯-4.43，其B1900.0坐标为赤經7h 36m 59.8s，赤緯-31° -4.43′ 41″。